# Zona Protegida do Monte Nara
A Zona Protegida do Monte Nara (em castelhano:  Zona Protectora Cerro Nara), é uma área protegida na Costa Rica, administrada sob a Área de Conservação Central. Foi criada em 1984 pela lei 6.975 art. 12.